# Orchis purpurea
L'orchide purpurea o orchide maggiore (Orchis purpurea Huds., 1762) è una pianta appartenente alla famiglia delle Orchidacee. Tra le orchidee selvatiche in Italia è decisamente quella con il fiore più grande, da cui il nome comune italiano.

## Descrizione

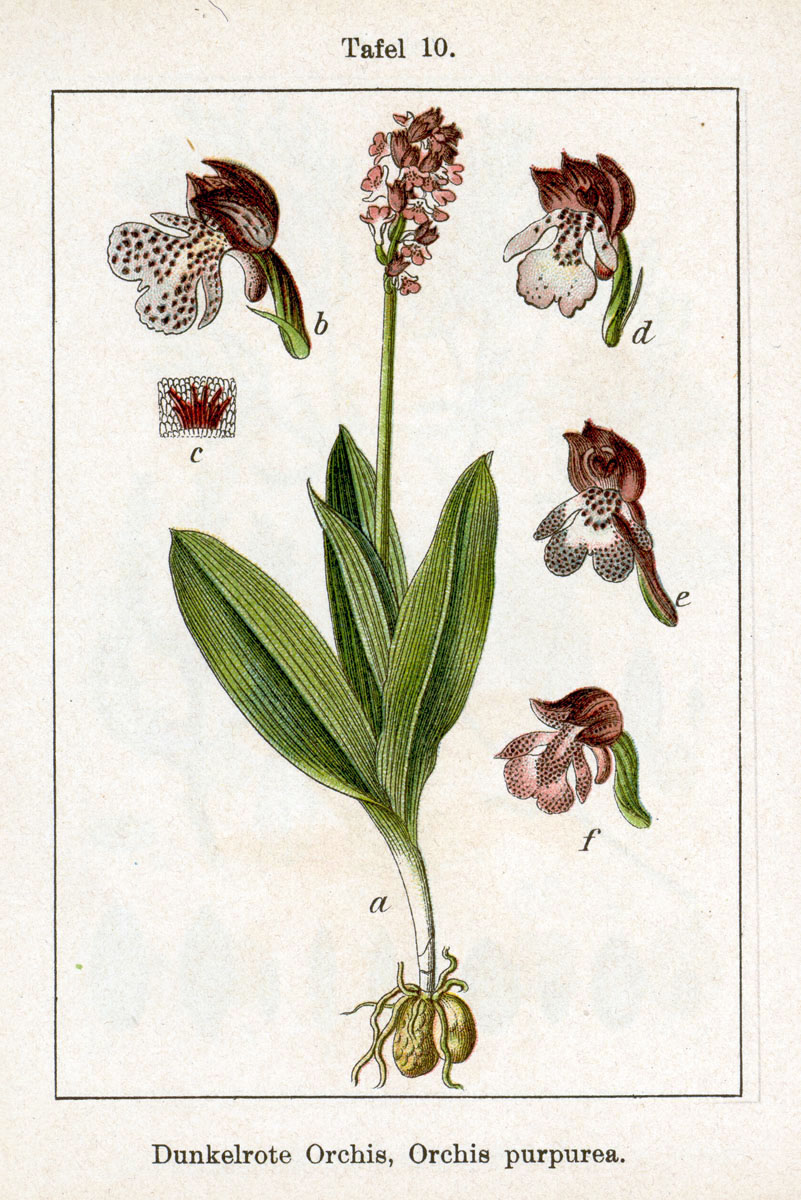

È una pianta erbacea, con fusto cilindrico, di colore verde, macchiato di rosso alla sommità, alto da 30 sino a 80 cm.

L'apparato radicale è costituito da due rizotuberi ovoidali.
Le foglie, spesse e lucide, oblungo-lanceolate, sono lunghe sino a 8–10 cm e sono riunite a formare una rosetta che inguaina il fusto alla base.
L'infiorescenza è costituita da una spiga densa lunga 5–15 cm, inizialmente conica, poi ovoidale. I fiori sono di colore dal bianco al rosso porpora, con sepali e petali bruno purpurei uniti a formare una sorta di elmo globoso. Il labello è bianco rosato, macchiato di porpora, ben diviso in tre lobi distinti di cui quello mediano, più grande, è a sua volta bilobo con al centro una appendice di lunghezza variabile. Nell'insieme assume sembianze grossolanamente antropomorfe. Lo sperone è arcuato in basso. Il ginostemio è ottuso, l'antera è porporina, le masse polliniche verdastre.
Fiorisce da aprile a giugno.
Il numero cromosomico di Orchis purpurea è 2n=42.

## Distribuzione e habitat
Si trova in tutti i paesi del bacino del Mediterraneo e dell'Atlantico occidentale, dalla penisola iberica sino all'Asia Minore.
In Italia è diffusa in quasi tutto il territorio nazionale, con l'eccezione della Valle d'Aosta e della Sicilia; dubbia la sua presenza in Sardegna.
Si può trovare nei querceti, nelle scarpate, nei prati, con terreno calcareo, alla luce piena del sole o in mezz'ombra, da 0 a 1350 m di altitudine